# عبد الواحد السيد
عبد الواحد السيد هو حارس مرمى كرة قدم مصري معتزل. لعب مع نادي نادي الزمالك معظم مسيرته قبل أن ينتقل لنادي مصر للمقاصة لموسم واحد ويعتزل بعدها في عام 2015. يُعتبر عبد الواحد أحد نجوم الزمالك على مر تاريخه، إذ حصل مع الفريق على 17 بطولة وبذلك أصبح أكثر لاعبي الفريق في التاريخ حصولا على الألقاب متفوقًا على خالد الغندور كابتن الفريق السابق الذي فاز بـ 16 بطولة.
على الصعيد الدولي، مثل عبد الواحد منتخب مصر في أربع دورات من كأس الأمم الأفريقية لكرة القدم، أعوام 2002 و 2004 و 2006 و 2010.

## السيرة الشخصية
ولد عبد الواحد السيد بقرية كفر ربيع - مركز تلا - محافظة المنوفية ولكنه نشأ وترعرع بمحافظة جنوب سيناء. واسم الشهرة وحيد. والده كان حارس لمرمى فريق طنطا أثناء تواجده بالدوري الممتاز بالستينات وحصل معه على أفضل حارس مرمى بمصر.
بدأ اسم عبد الواحد السيد في الظهور ضمن تشكيلة نادي الزمالك مع أواخر العام 1997 كحارس احتياطي للمخضرم نادر السيد، لكن بقائه على دكة الاحتياط لم يطل إذ أصبح الحارس الأول والأساسي لنادي الزمالك مع الانطلاقة الأولى للفريق الأبيض في الدوري المصري موسم 1998/1999 أمام نادي القناة في 14 أغسطس سنة 1998 وهي المباراة التي فاز بها الزمالك 4/1.

## مسيرته الكروية
لعب عبد الواحد السيد خلال مسيرته الاحترافية مع ناديين في ثمانية عشر موسمًا ولم يسجل خلالها أي هدف ضمن 273 مباراة. حيث فاز في خمسة مواسم بالكأس وفي ثلاثة مواسم بالدوري.
خاض عبد الواحد السيد مسيرته مع نادي الزمالك في موسم 1997–98 ليلعب معه سبعة عشر موسمًا، مشاركًا في 261 مباراة ولم يسجل أي هدف. ثم انتقل إلى نادي مصر للمقاصة في موسم 2014–15 لمدة موسم واحد، حيث شارك في 12 مباراة ولم يسجل أي هدف أيضًا.

## أرقام قياسية
- 1- عام 2014 في مباراة القمة “108" نجح عبد الواحد السيد في معادلة رقم حسام حسن كأكثر لاعب شارك في مباريات القمة برصيد 28 مباراة.
- 2- حارس الزمالك هو الأكثر مشاركة في المباريات بين لاعبى القلعة البيضاء على مدار التاريخ وبلغ عدد مشاركاته 368 مباراة على مدار 14 موسم ساهم خلالها الحارس في فوز الزمالك بـ 14 بطولة وهي ارقام قياسية يصعب على اى لاعب الوصول اليها.وشارك عبد الواحد السيد في 35 مباراة في بطولات كاس مصر واربع مباريات في السوبر المحلى ومباراة واحدة في كاس الاتحاد و27 مباراة في البطولات العربية وتصفياتها ومباراة السوبر المصري السعودي.. في بطولات الدوري 234 مباراة.اما على المستوى الافريقى فقد شارك وحش الزمالك في 68 مباراة أفريقية.
- 3- احتل عبد الواحد السيد المركز التاسع من أصل 20 لاعباً عالمياً في قائمة اللاعبين الأكثر وفاءً لناديهم علي مستوي العالم. وجاء في القائمة التي أعدها موقع "TransferMarkt" الشهير، العديد من اللاعبين العالميين مثل ريان جيجز، فرانشيسكو توتي، خافيير زانيتي، ستيفن جيرارد، وتشافي هيرنانديز.
- 4- يعد أكثر لاعبي الزمالك علي مر التاريخ احرازاً للألقاب حيث انفرد بالرقم القياسي لأكثر لاعب يفوز ببطولات مع الزمالك بعدما حقق كأس مصر مع الزمالك عام 2014 ليتوج بالبطولة الـ16 له بالتساوي مع خالد الغندور كابتن الفريق السابق الذي فاز ب16 بطولة أيضًا.[5]
- 5- دخل عبد الواحد السيد حارس مرمى الزمالك تاريخ الحراس العظماء في الدوري العام لكرة القدم حيث حقق لقب 100 شباك نظيفة وذلك بعد مباراة الزمالك مع بتروجيت في الأسبوع الرابع للدوري عام 2013 .وبعيدا عن نتائج كل موسم على حده فإن قائد الزمالك وحارسه السابق لعب في الدوري العام منذ موسم 1998-1999 وحتى موسم مباراة بتروجيت الأخيرة 236 مباراة منها 222 مباراة كاملة و13 مباراة تم استبداله فيها إلى جانب مباراة لم تكتمل. وقد استبدل عبد الواحد بمحمد عبد المنصف 11 مرة وكل من حسين السيد وعطعوط عبد الحليم مرة واحدة ولم يشترك عبد الواحد كبديل في أي مباراة..وقد لعب حسين السيد بدلا من عبد الواحد في مباراة الأهلي بالدور الأول موسم 1998-1999 بعد دخول هدفين في مرمى عبد الواحد وفاز الأهلي 2-1. أما عطعوط فلعب بدلا من عبد الواحد أمام الاتحاد السكندري بالدور الثاني في موسم 2003-2004 ودخل هدفين في مرمى عطعوط وفاز الزمالك 4-2.وقد دخل مرمى عبد الواحد في هذة المباريات 184 هدف.ويعد عبد الواحد السيد هو الحارس السادس الذي يحقق 100 شباك نظيفة بعد إكرامي وثابت البطل وأحمد شوبير (الأهلي) وعادل المأمور (الزمالك) وعصام الحضري (دمياط والأهلي والإسماعيلي والزمالك والاتحاد السكندري والتعاون السعودي والمريخ السوداني ووادي دجلة والنجوم).
- 6- عبد الواحد السيد أول حارس مرمى يحافظ على نظافة شباكه في 6 مباريات متتالية بدورى أبطال أفريقيا عام 2014 لينجح حارس عرين الزمالك علي مدار 16 سنة في كسر وتخطي رقم عصام الحضري السابق ورقم معز بن شريفية حارس الترجي التونسي بالحفاظ علي نظافة شباكهم في أربع لقاءات.
- 7- حقق عبد الواحد السيد رقم قياسي موسم 2003/2002 حيث لم تهتز شباكه طوال ستة مباريات متتالية بدءها منذ مباراة الزمالك والمصري في المرحلة الـ14، والذي انتهى بفوز الزمالك بهدف نظيف، مرورا بمباريات الترسانة وأسوان والمقاولون العرب وبلدية المحلة، والتي شهدت جميعها فوز الزمالك، وحتى لقاء إنبي في المرحلة الـ19 والذي انتهى بالتعادل السلبي. ويحقق عبد الواحد رقمه مجددا موسم 2010/2009 عندما استطاع ان يحافظ على مرماه دون اى يهتز باى أهداف بدءً من مباراة الأهلي في المرحلة الـ12 والتي انتهت بالتعادل السلبي، مرورًا بمباريات المصري وبترول أسيوط والمنصورة وإنبي والتي فاز فيها الزمالك، وحتى مباراة المقاولون العرب في المرحلة الـ18 والتي انتهت بفوز الفريق الأبيض بهدف نظيف لأحمد جعفر. عبد الواحد السيد حارس الزمالك السابق حقق أفضل أرقامه مع الزمالك عندما وصل إلي 551 دقيقة بشباك نظيفة خلال موسم 2003/2002 عندما حافظ علي نظافة شباكه خلال 6 جولات من عمر الدوري المصري.

## الألقاب

### مع منتخب مصر
- كأس الأمم الأفريقية لكرة القدم (2): 2006 ، 2010

### مع الزمالك
- 3 الدورى المصري الممتاز (2001/2000 & 2003/2002 & 2004/2003)
- 5 كأس مصر (2000/1999 & 2002/2001 & 2008/2007 & 2013/2012 & 2014/2013)
- 2 كأس السوبر المصري (2001/2000 & 2002/2001)
- 1 دوري أبطال أفريقيا (2002)
- 1 كأس السوبر الأفريقي (2003)
- 1 بطولة الأندية الأفريقية أبطال الكؤوس (2000)
- 1 الكأس الأفرو-آسيوية (1997)
- 1 البطولة العربية (2003)
- 1 كأس السوبر المصري السعودي (2003)